# Wola Kępa
Wola Kępa – wyspa w północno-zachodniej Polsce, w cieśninie Świnie (część Stara Świna). Znajduje się pomiędzy wyspami: Ostrówek a Warnie Kępy. Wyspa nie jest zamieszkana.
Według danych z 2007 r. wyspa obejmowała powierzchnię 10,78 ha.
Administracyjnie należy do miasta Świnoujście. Wyspa wchodzi w obszar otuliny Wolińskiego Parku Narodowego. Jest objęta obszarem specjalnej ochrony ptaków „Delta Świny” oraz obszarem ochrony siedlisk „Wolin i Uznam”.
Do 1945 r. stosowano niemiecką nazwę Bullen-Wiese. W 1949 r. ustalono urzędowo polską nazwę Wola Kępa.